# Хайд Парк на Хъдсън
„Хайд Парк на Хъдсън“ (на английски: Hyde Park on Hudson) е британски исторически трагикомичен филм от 2012 г. на режисьора Роджър Мичъл по оригинален сценарий на Ричард Нелсън.
Премиерата е на 31 август 2012 г. на кинфестивала в Телюрайд, а по кината във Великобритания филмът излиза на 1 февруари 2013 г.

## Сюжет
В центъра на сюжета е краткотрайната връзка на американския президент Франклин Делано Рузвелт с негова далечна братовчедка на фона на среща с младия британски крал Джордж VI, ключово важна за двустранните отношения в навечерието на Втората световна война

## Актьорски състав
| Актьор          | Роля                    |
| --------------- | ----------------------- |
| Бил Мъри        | Франклин Делано Рузвелт |
| Лора Лини       | Маргарет Съкли          |
| Самюъл Уест     | Джордж VI               |
| Оливия Колман   | Елизабет Боуз-Лайън     |
| Елизабет Марвел | Миси                    |
| Оливия Уилямс   | Елинор Рузвелт          |
| Елизабет Уилсън | Сара Рузвелт            |

## Награди и номинации
| Категория                              | Номиниран(и)                      | Резултат                          |
| Златен глобус (13 януари 2013 г.)      | Златен глобус (13 януари 2013 г.) | Златен глобус (13 януари 2013 г.) |
| -------------------------------------- | --------------------------------- | --------------------------------- |
| Най-добър актьор в мюзикъл или комедия | Бил Мъри                          | номинация                         |
| Сателит (16 декември 2012 г.)          |                                   |                                   |
| Най-добра актриса                      | Лора Лини                         | номинация                         |